# Kingsbury Episcopi
Kingsbury Episcopi est une paroisse civile et un village du Somerset, en Angleterre.